# Shantel VanSanten
Shantel VanSanten (Luverne, 25 luglio 1985) è un'attrice statunitense.

## Biografia
Shantel VanSanten è nata in Luverne da una famiglia di origini olandesi e norvegesi ed è cresciuta a Dallas in Texas dove ha frequentato la Incarnate Word Academy.
Ha anche iniziato a lavorare come modella all'età di quindici anni.

## Carriera
Nel 2007, Shantel VanSanten ottiene un ruolo di rilievo in un film basato sulla vita delle t.A.T.u. al fianco di Mischa Barton che viene distribuito con il titolo You and I. 
Nel 2009, appare nel film horror The Final Destination 3D ed ottiene il ruolo da protagonista di Quinn James, sorella maggiore 
del personaggio di Haley (Bethany Joy Lenz) nella settima stagione di One Tree Hill e conferma la sua presenza anche per l'ottava e la nona stagione. Nel 2015 entra a far parte del cast di The Flash nel ruolo di Patty Spivot. Nel 2016 entra a far parte del cast di Shooter nel ruolo di Julie Swagger.
Dal 2019 collabora con lo studio americano di sviluppo di videogiochi Respawn Entertainment, per la realizzazione del videogioco sparatutto Apex Legends, nel quale dà la voce a Wraith, un personaggio giocabile del titolo.

## Filmografia

### Cinema
- Savage Spirit, regia di Cory Turner (2006) - direct to video
- The Open Door, regia di Doc Duhame (2008)
- The Final Destination 3D (The Final Destination), regia di David R. Ellis (2009)
- You and I, regia di Roland Joffé (2011)
- Remembrance, regia di Anna Justice (2011)
- Something Wicked, regia di Darin Scott (2014)

### Televisione
- Three Wise Guys, regia di Robert Iscove - film TV (2005)
- Spellbound, regia di James Frawley - film TV (2007)
- CSI: NY - serie TV, episodio 5x14 (2009)
- One Tree Hill - serie TV, 57 episodi (2009-2012) - Quinn James
- Appuntamento a New York (A Golden Christmas 3), regia di Michael Feifer - film TV (2012)
- Beauty and the Beast - serie TV, episodi 1x19-1x21-1x22 (2013)
- The Glades - serie TV, episodio 4x01 (2014)
- Gang Related - serie TV, 13 episodi (2014)
- The Night Shift - serie TV, episodio 2x03 (2015)
- The Messengers - serie TV, 13 episodi (2015)
- The Flash - serie TV, 10 episodi (2015-2016) - Patty Spivot
- Timeless - Serie TV, episodio 1x01 (2016) - Kate Drummon
- Shooter - serie TV 31 episodi (2016-2018)
- Fragranza d'amore (Love Blossoms), regia di Jonathan Wright - film TV (2017)
- Scorpion - serie TV, episodio 4x13 (2018)
- The Boys - serie TV, 12 episodi (2019-2020)
- For All Mankind - serie TV, 31 episodi (2019-2021)
- FBI - serie TV, 15 episodi (2022-2024)
- FBI: International - serie TV, episodio 2x16 (2023)
- FBI: Most Wanted - serie TV (2023-2025)

### Videogiochi
- Apex Legends (2019 - in corso), Wraith (personaggio giocabile)

## Doppiatrici italiane
Nelle versioni in lingua italiana dei suoi lavori, Shantel VanSanten è stata doppiata da:
- Francesca Manicone in CSI: NY, The Glades, FBI, FBI: International, FBI: Most Wanted
- Perla Liberatori in Beauty and the Beast, The Messengers
- Federica De Bortoli in The Final Destination
- Giò Giò Rapattoni in Fragranza d'amore
- Domitilla D'Amico in For All Mankind
- Maura Cenciarelli in One Tree Hill
- Paola Majano in Gang Related
- Chiara Gioncardi in The Flash
- Valentina Favazza in Shooter
- Angela Brusa in The Boys
- Anna Lana in Apex Legends